# Marcegaglia

Marcegaglia HQ

A Marcegaglia é um grupo industrial italiano que opera no mercado europeu e mundial do aço.

## História
A história do Grupo Marcegaglia iniciou-se em 1959, quando Steno Marcegaglia, com pouco menos de 30 anos de idade, adquiriu, junto com um sócio, através da Marcegaglia-Caraffini de Gazoldo degli Ippoliti (Mantova), uma empresa artesanal para a produção de tubos para a irrigação e de guias metálicas para persianas. 
De 1963 em diante, as atividades produtivas da empresas são potenciadas e ampliadas com investimentos pontuais e constantes e e em 1969, o grupo adquire um novo laminador para a produção de bobinas a frio.
Em 1974, a unidade de Gazoldo degli Ippoliti adquire um novo barracão de 250 mil metros quadrados. A gama de produção se diversifica e se completa com a introdução dos tubos de bobina a quente.
Em 1978, após ter adquirido a empresa Laminatoi Meridionali di Arzano (Nápoles), o Grupo Marcegaglia dá um novo impulso às suas atividades industriais através de um programa de aquisições de empresas produtivas em dificuldades, que são recuperadas e tornam-se competitivas nos seus diversos setores de mercado. 
Em 1982, quando o número total de funcionários alcançou já os 640 elementos, em Casalmaggiore surge a segunda mais importante unidade do grupo, que é dotada de instalações tecnologicamente avançadas, realizadas pela “Oto Mills” de Boretto (Reggio Emilia). Esta empresa, comprada em parceria com outros sócios em 1979, irá ocupar um papel de destaque na inovação técnica de todas as unidades de produção do Grupo Marcegaglia.
Em 1983 são adquiridas três novas empresas: a Lombarda Tubi de Lomagna (Lecco), a Saom de Boltiere (Bérgamo) e a Trisider de Tezze (Vicenza).
Em 1984 e executado um plano de reestruturação e a Marcegaglia Spa são incorporadas, por fusão, a ex-Metallurgica Marcegaglia, a ex-Ipas e a Ex-Tubi Acciaio. A Lombarda Tubi incorpora a ex-Saom, enquanto a Trisider e a Oto Mills mantêm a sua autonomia societária no setor de distribuição e engenharia.
Em 1985, o Grupo Marcegaglia prossegue no desenvolvimento das suas atividades industriais, com a aquisição de três importantes empresas do grupo Maraldi: a Maraldi de Ravena, a Forlisider de Forlimpopoli (Forli) e a Salpa de Cervignano del Friuli (Udine).
Em 1985, após ter adquirido a CCT de Santo Stefano Ticino (Milão), adquiriram também a Profilnastro de Dusino San Michele (Asti).
Em 1996 é constituído também o Euro Energy Group, para a realização de instalações destinadas à produção de energia de fontes renováveis. E em janeiro de 1997, é adquirida a Nuova Forsidera Spa, com suas unidades de Corsico (Milão) e Albignasego (Pádua), especializada na laminação e na transformação do aço a frio e zincado. 
O setor energético do grupo se expande em 1997 com a constituição de Green Power, voltada para o desenvolvimento de estratégias e sistemas para a geração de energia através da gaseificação de resíduos e de biomassas. E continua em 1998, com a criação da Boiler Expertise, destinada ao projeto e à realização de caldeiras industriais e de potência.
E sempre no mesmo ano: com a aquisição da Astra de Mezzolara di Budrio (Bolonha) e da ex-Siderplating (Udine) com a denominação de Marcegaglia San Giorgio di Nogaro, que produz chapas em trem de laminação. 
Em 1999 ocorre a aquisição da Morteo Nord, de Pozzolo Formigaro (Alessandria) e da Ponteggi Dalmine de Milão, de Graffignana (Lodi) e de Potenza e tem seguimento em 2001, com a aquisição no setor turístico da Colônia de Férias de Pugnochiuso, situada no promontório do Gargano, na região Apúlia.
Em dezembro de 2001, após um investimento de mais de 500 milhões de euros em poucos anos, é inaugurada a nova, grande unidade de Ravena: o segundo pólo metal-siderúrgico italiano. E em 2002, entra em funcionamento em Taranto, nas áreas ex-Belleli, a sua segunda unidade de produção no Sul da Itália, depois da de Potenza.
Em 2003, o setor dos produtos para a indústria de eletrodomésticos se expande ainda mais, com a aquisição da BVB de San Lorenzo in Campo (Pesaro). Enquanto em 2004 o grupo dá um passo fundamental no desenvolvimento de suas atividades no setor turístico adquirindo, em parceria com o banco Banca Intesa e com o grupo Ifil, 49% da empresa Sviluppo Italia Turismo.
Em 2007, Antonio Marcegaglia entra no capital da Gabetti Property Solutions. Também se expande no setor energético e, através da sua controlada Arendi, ‘entra’ no setor fotovoltaico para produzir painéis fotovoltaicos. E aumenta a sua participação no setor turístico, com a aquisição da gestão do Forte Village de Santa Margherita de Pula, na Sardenha, o mais importante complexo hoteleiro italiano e europeu. Ao qual irá se unir pouco depois o resort “Le Tonnare”, de Stintino, na província de Sassari. Em 2007, potencializa também a unidade de Boltiere (Bérgamo). Em 2008, adquire a estrutura turística Castel Monastero, de Castelnuovo Berardenga (Siena) e o complexo imobiliário “Ex Arsenale” em La Maddalena (Sassari),

## A internacionalização do grupo
Em 1989, inicia a política de internacionalização do Grupo Marcegaglia que irá potencializar a sua presença direta nos mercados internacionais. Em 1989, é constituída a Marcegaglia Deutschland de Düsseldorf, para a distribuição dos próprios produtos no mercado alemão e nos países do Norte Europeu. Nascem também na Grã-Bretanha a United Stainless Steel, na região de Londres, seguida da Marcegaglia U.K para a produção de tubos soldados de bobina a quente e a frio e, em 1997, a Marcegaglia UK em Dudley, West Midlands.
Em 1991 adquire nos Estados Unidos a The New Bishop Tube de Filadélfia e, em fevereiro de 1992, a Damascus de Greenville. Duas importantes unidades de produção que deram vida à Damascus-Bishop Tube Company, especializada na produção de aço inox.
Em 1993 é adquirido o grupo belga Cotubel, atuante na comercialização de tubos e produtos de aço inox na França e no Benelux e constitui a empresa comercial Central Bright Steel para a comercialização de tubos soldados no Reino Unido, os quais começarão a ser produzidos em 1997, na região de Birmingham
No verão de 1998, é adquirida uma grande área industrial em Munhall, nos arredores de Pittsburgh, para sediar a nova Marcegaglia USA, que irá incorporar também a Damascus-Bishop Tube Company.
No mesmo período, são constituídas nos Estados Unidos outras duas empresas, filiais das matrizes italianas: a Oskar Usa em Birmingham (Alabama) e a Oto Mills Usa em Wheaton (Illinois).
Em 1999, com a constituição da Marcegaglia Iberica, da Marcegaglia Ireland, da Marcegaglia France, da Marcegaglia Austria e da Marcegaglia do Brasil enquanto em Bremen, em joint-venture com o Grupo Arbed, nasce a primeira empresa da Marcegaglia voltada para a produção de aço de qualidade.
Em 2000, é adquirida pelo Grupo a Earcanal de Leioa, Espanha. Depois da joint-venture com a Arbed, em 2004 o Grupo Marcegaglia firma com a Corus um acordo para a co-gestão decenal das instalações da sua aciaria inglesa de Teesside, garantindo o fornecimento, a preço de custo, de um milhão de toneladas anuais de lingotes para a produção de bobinas e chapas. No mesmo ano é constituída a Oto Mills do Brasil, em São Paulo.
Em 2005, continua a ampliação da Marcegaglia do Brasil e inaugura a quarta unidade de produção do Grupo no exterior, para a fabricação de tubos para refrigeração, painéis com isolação térmica e chapas onduladas em Praszka, na Polônia. A esta unidade, vai se unir um ano mais tarde a de Kluczbork, a 20 quilômetros de distância, para a produção de tubos e trefilados. No Catar, em 2007, a Marcegaglia constitui o Marcegaglia Gulf em Doha. A expansão das suas atividades industriais prossegue em 2008 com a chegada na China , onde, em Yangzhou, 270 km a noroeste de Shangai, abre a sua primeira unidade asiática para a produção de tubos de aço inoxidável e aço carbono de alta precisão, com a constituição da Marcegaglia Romania em Cluj e com o início das obras da nova unidade de produção de Vladimir, Rússia.
Em janeiro de 2023, o grupo Marcegaglia adquiriu uma empresa siderúrgica de forno elétrico a arco para aços inoxidáveis em Sheffield, no Reino Unido. A operação incluiu ainda uma laminadora de fio-máquina e uma fábrica de produção de barras, ambas em Sheffield; uma fábrica de produção de barras em Richburg (Estados Unidos); e uma laminação a quente para varão e uma fábrica de produção de arame trefilado em Fagersta (Suécia).
Em 2024, a Marcegaglia conclui a sua capacidade de produção de aço com a unidade de Fos-sur-Mer, em França, capaz de satisfazer aproximadamente 30% das necessidades de aço do Grupo.